# Roy Bish

a Compétitions nationales et continentales officielles uniquement.

Dernière mise à jour le 3 août 2012.
Roy Bish, né le 20 octobre 1929 à Port Talbot au Pays de Galles et mort le 8 novembre 2006,, est un joueur gallois de rugby à XV. Il a fait partie de l'effectif d'Aberavon RFC. Il a été ensuite entraîneur.

## Biographie
En 1948, Roy Bish connaît quelques sélections avec les scolaires gallois. Il évolue ensuite avec le Aberavon RFC, club basé dans le quartier d'Aberavon, dans la ville portuaire de Port Talbot. En 1965, il a la charge de la direction du club de Cardiff RFC, prestigieuse équipe galloise, où il dirige Gareth Edwards, Barry John, Gerald Davies, Maurice Richards entre autres. Roy Bish joue un rôle dans le développement du rugby à XV en Italie en ayant la charge de l'équipe d'Italie de rugby à XV, puis de l'équipe du Rugby Rome et celle du Benetton Rugby Trévise.